# 1687
1687 (хиляда шестстотин осемдесет и седма) година (MDCLXXXVII) е:
- обикновена година, започваща в събота по юлианския календар;
- обикновена година, започваща в сряда по григорианския календар (с 10 дни напред за 17 век).

Тя е 1687-ата година от новата ера и след Христа, 687-ата от 2-ро хилядолетие и 87-ата от 17 век.

## Събития
- 5 юли – първо издание на „Математически начала на натурофилософията“ от Исак Нютон
- 12 август – Битка при Мохач

## Родени
- 16 март – Софи Доротеа фон Брауншвайг-Люнебург, кралица на Прусия († 1757 г.)
- 27 август – Хенри Кери, английски поет и композитор († 1743 г.)
- 21 октомври – Николас Бернули, швейцарски математик († 1759 г.)

## Починали
- 22 март – Жан-Батист Люли, френски бароков композитор (* 1632 г.)
- 1 септември – Хенри Мор, английски философ (* 1614 г.)
- 16 декември – Уилям Пети, английски икономист (* 1623 г.)